# Parafia św. Antoniego Padewskiego, św. Stanisława Biskupa i Męczennika oraz Matki Boskiej Różańcowej w Tomaszowie Mazowieckim
Parafia św. Antoniego Padewskiego, św. Stanisława Biskupa i Męczennika oraz Matki Boskiej Różańcowej w Tomaszowie Mazowieckim – parafia rzymskokatolicka leżąca na terenie archidiecezji łódzkiej w dekanacie tomaszowskim.

## Grupy parafialne
Wspólnota Odnowy w Duchu Świętym, Żywa Róża, Rycerstwo Niepokalanej, III Zakon św. Franciszka, chór parafialny, schola dziecięca, młodzieżowa i dorosłych, Liturgiczna Służba Ołtarza, asysta parafialna, Bractwo Eucharystyczne, Towarzystwo Przyjaciół WSD w Łodzi, Rada rycerzy Kolumba.

## Proboszczowie
| Lp. | Imię i nazwisko           | Okres     |
| --- | ------------------------- | --------- |
| 1.  | ks. Wojciech Klonowski    | 1826–1832 |
| 2.  | ks. Antoni Dietrych       | 1832–1861 |
| 3.  | ks. Ludwik Dąbrowski      | 1861–1872 |
| 4.  | ks. Wawrzyniec Gaworski   | 1872–1887 |
| 5.  | ks. Ludwik Zajtz          | 1887–1896 |
| 6.  | ks. Cezary Wyszyński      | 1896–1899 |
| 7.  | ks. Ludwik Zajtz          | 1899–1901 |
| 8.  | ks. Emil Sumiński         | 1901–1910 |
| 9.  | ks. Jan Krajewski         | 1910–1917 |
| 10. | ks. Kazimierz Cichalewski | 1917–1921 |
| 11. | ks. Kazimierz Szymański   | 1921–1930 |
| 12. | ks. Stanisław Suchański   | 1930–1937 |
| 13. | ks. Bolesław Żukowski     | 1937–1946 |
| 14. | ks. Stanisław Lesiewicz   | 1946–1950 |
| 15. | ks. Ludwik Ziętek         | 1950–1959 |
| 16. | ks. Zygmunt Zych          | 1959–1967 |
| 17. | ks. Władysław Wesołowski  | 1967–1980 |
| 18. | ks. Jan Kaźmierski        | 1980–1990 |
| 19. | ks. dr Stanisław Grad     | 1990–2011 |
| 20. | ks. dr Edward Wieczorek   | 2011–2018 |
| 21. | ks. Sławomir Klich        | 2018–2023 |
| 22. | ks. dr Marek Wochna       | od 2023   |